# Salon des Tuileries
Der Salon des Tuileries gehörte neben dem Pariser Salon, dem Salon des Refusés, dem Salon des Indépendants sowie dem Salon d’Automne zu den bedeutendsten Kunstausstellungen in der französischen Hauptstadt Paris.

## Geschichte
Betreiber der Ausstellung war die am 14. Juni 1923 gegründete Société de Salon des Tuileries, deren erster Präsident und Mitbegründer Albert Besnard war. Weitere Gründungsmitglieder waren der Vizepräsident Antoine Bourdelle, Edmond Aman-Jean und Charles Despiau. Die erste Ausstellung, die von den Architekten-Brüdern Gustave und Auguste Perret konzipiert wurde, fand im Jahr 1923 in der Kaserne an der ehemaligen Porte Maillot in Paris statt. Die Orte der folgenden Ausstellungen wechselten. Der Salon nahm Vertreter verschiedenster künstlerischer Bewegungen und Lehren auf. Die Werke wurden nach Themengruppen eingeteilt. Die Ausstellung im Jahr 1924 profitierte von der Nichtteilnahme vieler Künstler wie Marc Chagall, Mela Muter, Alice Halicka oder François Zdenek Eberl am Salon des Indépendants. Der Salon fand zum letzten Mal im Winter 1961–1962 statt.

## Ausstellungen (Auswahl)
- 1924–1928: Palais de bois 1
- 1932; 25. Mai bis 30. Juni 1935: Néo Parnasse
- 2. Juni bis 9. Juli 1939: im Palais de Chaillot
- 14. Juni bis 15. Juli 1941; 2 13. Juni bis 19. Juli 1942; 12. Juni bis 11. Juli 1943: 3 Palais de Tokyo
- 10. Juni bis 9. Juli 1944; 1945; 8. Juni bis 7. Juli 1946: Musée d’art moderne de la Ville de Paris
- 10. Juni bis 6. Juli 1947; 10. Juni bis 11. Juli 1948: Musée des Beaux-Arts de la Ville de Paris
- 1949 bis 1953: Galerie Charpentier
- Juli bis September 1954: Musée Granet in Aix-en-Provence
- 3. Juni bis 3. Juli 1955: 4 Musée des travaux publics in Paris
- 5. Dezember 1958 bis 5. Januar 1959; 9. Juni bis 10. Juli 1960; 15. Dezember 1961 bis 7. Januar 1962: Musée Galliera
- Juli bis September 1959; Juni bis September 1961: Palais de la Méditerranée in Nizza

## Ausgestellte Künstler (Auswahl)
- Lucien Adrion
- André Arbus
- Nelli Bar
- Albert Bertalan
- María Blanchard
- Alice Dannenberg
- Jean Egger
- André Favory
- Josef Floch
- Othon Friesz
- Tsuguharu Foujita
- Paule Gobillard
- Natalja Gontscharowa
- Adolph Gottlieb
- Marcel Gromaire
- Henryk Gotlib
- Henryk Hayden
- Georges Kars
- Moïse Kisling
- Roman Kramsztyk
- Pinchus Kremegne
- Roger de La Fresnaye
- Michail Larionow
- Jacques Lipchitz
- Jan und Joël Martel
- Pauline Peugniez
- Jean Piaubert
- Georges Plasse
- Jeanne Rij-Rousseau
- Martha Stettler
- Léopold Survage
- Takada Hiroatsu
- Maurice de Vlaminck
- Paul Welsch
- Paul Wieghardt

## Publikationen
- Salon des Tuileries. F. Michel, Paris 1923, OCLC 936573671 (Zeitschrift, Katalogbeiträge zu den Ausstellungen).
- Paul-Albert Besnard (Hrsg.): Salon des Tuileries – le Palais de Bois in Porte Maillot. 6. Auflage. F. Michel, Paris 1928 (archive.org – Mit Fotografien der Mitglieder des Komitees).